# Santiurde de Toranzo
Santiurde de Toranzo est une ville espagnole située dans la communauté autonome de Cantabrie.